# Списък на реките в Монтана
Списъкът на реките в Монтана включва основните реки, които текат в щата Монтана, Съединените американски щати.
Големият континентален вододел пресича щата. На изток от него територията на щата се отводнява чрез река Мисури и нейните притоци в река Мисисипи и Мексиканския залив. На запад от вододела щатът се отводнява посредством река Колумбия и притоците в Тихия океан.

## По речни системи
- Мисисипи
  - Мисури
    - Биг Мъди Крийк
    - Поплар Ривър
    - Милк Ривър
    - Мъсълшел
    - Джудит
    - Мараяс
    - Тетон
    - Сън Ривър
    - Йелоустоун
      - О Фалън Крийк
      - Паудър Ривър
      - Тонг
      - Роузбъд Крийк
      - Бигхорн

    - Джеферсън
      - Бийвърхед
        - Ред Рок Ривър

      - Биг Хол

    - Медисън Ривър
    - Галатин
    - Литъл Мисури

- Колумбия
  - Панд Орей
    - Панд Орей Лейк
      - Кларк Форк Ривър
        - Флатхед
          - Саут Форк Флатхед

        - Битърууд
        - Блекфут

  - Кутенаи

## По азбучен ред
- Биг Мъди Крийк
- Бигхорн
- Биг Хол
- Бийвърхед
- Битърууд
- Блекфут
- Галатин
- Джеферсън
- Джудит
- Йелоустоун
- Кларк Форк Ривър
- Кутенаи
- Литъл Мисури
- Мараяс
- Медисън Ривър
- Милк Ривър
- Мисури
- Мъсълшел
- О Фалън Крийк
- Паудър Ривър
- Поплар Ривър
- Ред Рок Ривър
- Роузбъд Крийк
- Саут Форк Фладхед
- Сън Ривър
- Тетон
- Тонг
- Фладхед